# Moravoscelio bednariki
Moravoscelio bednariki är en stekelart som beskrevs av Nel och Jakub Prokop 2005. Moravoscelio bednariki ingår i släktet Moravoscelio och familjen Scelionidae. Inga underarter finns listade i Catalogue of Life.